# 蒙马特大道
蒙马特大道（法語：Boulevard Montmartre）是巴黎的4条林荫大道（grands boulevard）之一，开辟于1763年。这条路并不位于蒙马特山上。这是最东端的大马路。
1851年，作为宣传，拍卖价值400000法郎的金锭，在大道展出，以资助3300人前往旧金山淘金。
它是奥斯曼大道东端的一小段延伸，与意大利大道（Boulevard des Italiens）及黎塞留街（Rue de Richelieu）交汇。